# IC 5226
IC 5226 је спирална галаксија у сазвјежђу  која се налази на листи објеката дубоког неба у Индекс каталогу.
Деклинација објекта је - 25° 39' 44" а ректасцензија 22h 32m 30,0s. Привидна величина (магнитуда) објекта IC 5226 износи 13,5 а фотографска магнитуда 14,4. IC 5226 је још познат и под ознакама ESO 533-45, MCG -4-53-10, IRAS 22297-2555, PGC 69097.